# Troubky-Zdislavice
Troubky-Zdislavice (in tedesco Traubek-Zdischlawitz) è un comune della Repubblica Ceca facente parte del distretto di Kroměříž, nella regione di Zlín.